# コンスタンティノープル包囲戦 (717年-718年)
717年から718年にかけて起こったコンスタンティノープル包囲戦（コンスタンティノープルほういせん）は、ビザンツ帝国（東ローマ帝国）の首都であるコンスタンティノープルに対しウマイヤ朝のアラブ軍が陸と海の両面から行った包囲戦である。
ビザンツ帝国の国力が長期にわたる国内の混乱によって弱体化するなか、20年に及んだビザンツ帝国の国境地帯に対するアラブ軍の攻勢がこの包囲戦によって最高潮に達することになった。数年にわたる準備の末、716年にマスラマ・ブン・アブドゥルマリクに率いられたアラブ軍がビザンツ帝国領のアナトリア（小アジア）へ侵攻した。当初ビザンツ帝国の内戦を利用しようとしたアラブ軍は、ビザンツ皇帝テオドシオス3世に対して反乱を起こしたテマ・アナトリコンの長官のレオン（後のレオン3世）と共通の利害を持っていた。しかし、レオンはアラブ軍を計略にかけ、ビザンツ帝国の帝位を確保することに成功した。
アラブ軍はアナトリア西部の海岸地帯で越冬した後、717年の初夏にトラキアに渡り、巨大なテオドシウスの城壁に防御された都市を封鎖するために包囲壁を築いた。一方、アラブ艦隊は陸側の部隊とともに海から都市の封鎖を完成させようとしたものの、ギリシアの火を使用するビザンツ帝国海軍によって到着後すぐに無力化された。これによってコンスタンティノープルが海側から補給を受けることを許すようになり、一方でアラブ軍はその後の異常に厳しい冬の期間中に飢餓と疫病に苦しめられることになった。718年の春、増援として送られた二個のアラブ艦隊の乗組員であったキリスト教徒のエジプト人が逃亡した後、アラブ艦隊がビザンツ海軍によって撃破され、アナトリアを経由して陸路で送られた援軍も迎撃によって打ち破られた。背後からブルガリア軍による攻撃を受けたことも打撃となり、アラブ軍は718年8月15日に包囲を解くことを余儀なくされた。その後、アラブ艦隊は撤退時の自然災害によってほぼ完全に壊滅した。
この包囲戦の失敗は広範囲にわたる影響を及ぼした。コンスタンティノープルの防衛に成功したことによってビザンツ帝国の存続は確実なものとなり、イスラーム帝国の戦略的な見通しが修正されることになった。ビザンツ帝国の領内への定期的な攻撃は継続されたものの、完全征服の目標は放棄された。包囲戦の結果、南東ヨーロッパへのイスラーム教徒の進出が何世紀にもわたって先に延びることになったため、この包囲戦は歴史上における最も重要な戦いの一つであると歴史家からは考えられている。

## 背景
アラブ軍によって674年から678年まで続いたコンスタンティノープルへの最初の包囲戦の後、アラブとビザンツ帝国の間ではしばらくの期間平和が保たれていた。680年以降、ウマイヤ朝は第二次内乱の苦難の最中にあり、その結果ビザンツ帝国は東方において優位な立場を築き、ビザンツの皇帝はダマスクスのウマイヤ朝政権から莫大な額の貢納金を引き出すことができた。その後、692年にウマイヤ朝が内戦の勝利者として現れ、当時のビザンツ皇帝ユスティニアノス2世（在位：685年 - 695年、705年 - 711年）は戦争行為を再開させた。しかし結果はアラブ側の勝利が続き、アルメニアとコーカサス地方の諸勢力に対するビザンツ帝国の支配が失われ、国境地帯が徐々に侵食されていった。年を追うごとにウマイヤ朝の将軍（通常はウマイヤ家の人物からなる）がビザンツ領内への襲撃に乗り出すようになり、ウマイヤ朝の軍隊はビザンツ側の要塞と都市を占領していった。712年以降、ビザンツ帝国の防衛体制は崩壊の兆しを見せ始めた。アラブ軍の襲撃がアナトリア内部へとさらに広がり、国境の要塞は繰り返し攻撃と破壊を受け、ビザンツ側の反撃に関する史料への言及はますます乏しくなった。ユスティニアノス2世の最初の廃位に始まり、レオン3世（在位：717年 - 741年）の即位に至るまでの間にビザンツ帝国の帝位が暴力的なクーデターによって7回入れ替わるという長期にわたる帝国内の政情不安もアラブ側を利することになった。ビザンツ学者のウォーレン・トレッドゴールドの言葉を借りれば、「いずれにせよアラブの攻撃は内戦終結後に激化していたであろう… ビザンツ帝国よりもはるかに多くの人口、土地、そして富を抱えていたアラブ人は、ビザンツ帝国に対してすべての力を集中し始めた。彼らはその首都を占領することによって、今度こそは帝国を完全に消滅させると脅しをかけた。」。

## 包囲戦に関する史料
この戦役に関する参照可能な情報は後日著された文献に依っているものの、これらの史料の内容はしばしば互いに矛盾している。主なビザンツ側の史料は、テオファネス（758年/760年 - 817年）による『テオファネスの年代記』の広範囲に及ぶ詳細な説明と、補助的なものとしてコンスタンティノープル総主教ニケフォロス1世（758年 - 828年）の『歴史抄録』による簡潔な説明がある。ニケフォロスの『歴史抄録』は、テオファネスの年代記とは主に時系列の点でわずかな違いがみられる。包囲戦における出来事について、双方の著者はレオン3世の治世中に書かれた一次資料を参照したとみられている。そのためレオン3世に好意的な記述が含まれているが、一方でテオファネスは716年の出来事について、一見したところレオンに関する未知の伝記（ニケフォロスには無視されている）に依拠しているようにみえる。8世紀の年代記作家であるエデッサのテオフィロスは、包囲戦と包囲に至るまでの過程をある程度詳細に記録しており、マスラマ・ブン・アブドゥルマリクとレオン3世との間の外交関係に特に注意を払っている。
アラビア語の史料としては、11世紀後半にアル＝アンダルスで書かれたとみられる年代記（本項では以下『ウユーン』と呼ぶ）があり、これより簡潔ではあるものの、タバリー（838年/839年 - 923年）による『諸使徒と諸王の歴史』も参照可能である。『ウユーン』もタバリーも共通して9世紀初頭に書かれた複数の一次資料に依拠しているが、これらのアラブ側の史料はビザンツ側の史料よりも雑然としており、いくつかの伝説的な要素が含まれている。
シリア語の史料ではヒエラポリスのアガピオス（941年/942年没）によって引用された形で残っている、8世紀のサワーフィル・ブン・トゥーマーによる年代記（原書は湮滅）が参照可能である。この戦役に関する部分の記述は欠落が多いが、テオファネスと同じ一次資料から引用された可能性が高いと考えられている。

## 初期の軍事行動

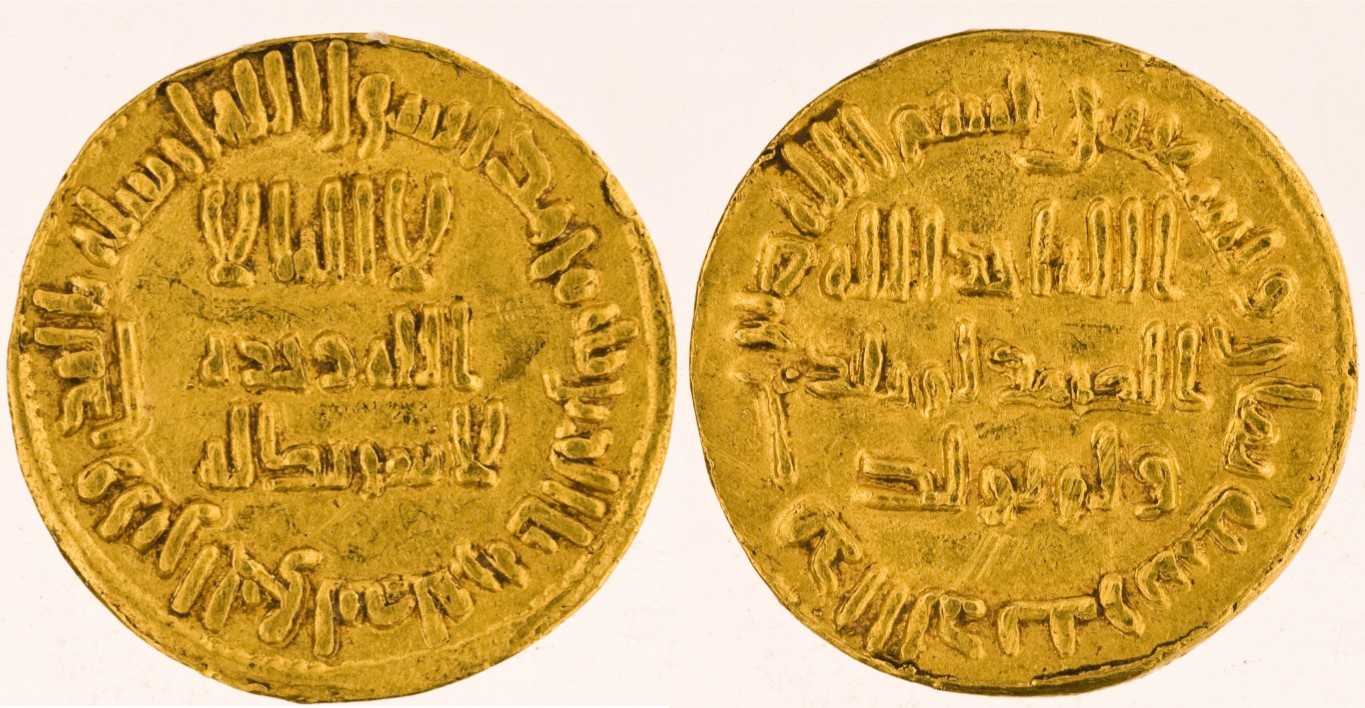
スライマーンのディナール金貨。

アラブ世界の成功はコンスタンティノープルへの二度目の攻撃を可能なものにした。この計画は、ウマイヤ朝のカリフのワリード1世（在位：705年 - 715年）の下ですでに始められていた。ワリード1世の死後、弟で後継者のスライマーン・ブン・アブドゥルマリク（在位：715年 - 717年）がこの計画の実行に着手した。アラブの史料によれば、預言者の名を持つカリフがコンスタンティノープルを占領するという預言の存在によって正当性が高まっていたといわれている。スライマーン（ソロモン）は、預言者の名を冠していた唯一のウマイヤ家の人物であった。シリアの史料によれば、新しいカリフは、「アラブ人の国が消耗し尽くしてしまうか、都市を占領するまでコンスタンティノープルとの戦いを止めない」ことを誓った。ウマイヤ朝軍は、カリフの直接の指揮のもと、アレッポの北のダービクの平野に集合を始めた。しかし、スライマーンは重い病に罹り、自身で指揮をとることができなくなったため、指揮を異母弟のマスラマ・ブン・アブドゥルマリクに委ねた。このコンスタンティノープルに対する軍事行動はウマイヤ朝が東西へ拡大を続けている時期に起こった。イスラーム教徒の軍隊はトランスオクシアナ、インド、そしてヒスパニアの西ゴート王国へ進出していた。

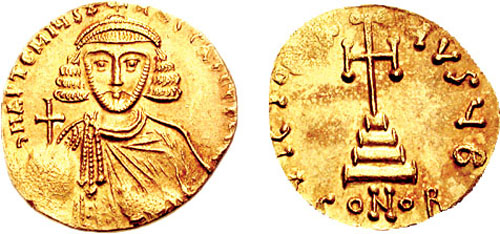
ビザンツ皇帝アナスタシオス2世のノミスマ金貨。アナスタシオス2世はコンスタンティノープルの包囲戦に向けた防御体制の構築を進めた。

アラブ側の準備、特に大規模な艦隊の建設は、警戒をしていたビザンツ側に気づかれずには済まなかった。ビザンツ皇帝のアナスタシオス2世（在位：713年 - 715年）は、表向きは平和を訴えることを目的としつつ、実際にはアラブ側を偵察することを目的として、貴族（パトリキオス）でコンスタンティノープルの首都長官（プラエフェクトゥス・ウルビ）であるシノーペーのダニエルを長とする使節団をダマスクスへ派遣した。続いてアナスタシオス2世は避けることが難しくなった包囲戦への準備を始めた。コンスタンティノープルの城壁が修復されるとともに十分な数の投石機（カタパルトおよび他の対攻城兵器）が準備され、食糧が市内へ運び込まれた。一方で少なくとも3年分の食糧を備蓄できなかった住民は避難した。アナスタシオス2世は海軍を強化し、715年の初頭にフォイニクス（通常はリュキアの現代のフィニケと同一視されているが、ロドス島の対岸のフェナケット（Fenaket）、もしくはレバノン杉の森林で知られるフェニキア（現代のレバノン）であった可能性もある）に艦船の建造のための木材を集めに来たアラブ艦隊に対して海軍を派遣した。ところが、ロドス島でテマ・オプシキオンの兵士たちに促されたビザンツ艦隊が反乱を起こし、指揮官のヨハネス・パパヨアナキスを殺害して北へアドラミティオンまで航海した。そこで反乱者たちは擁立されることに乗り気ではなかった徴税官のテオドシオス（テオドシオス3世）を皇帝に推戴した。アナスタシオス2世は反乱に立ち向かうためにテマ・オプシキオンのビテュニアに渡ったが、反乱軍の艦隊はコンスタンティノープルの対岸のクリュソポリスへ向かった。そこからコンスタンティノープルへの攻撃を開始し、夏の終わりには市内の同調者たちが城門を開いた。アナスタシオス2世はニカイアで数か月間抵抗したものの、最終的に退位し、修道士となって引退することに同意した。テオドシオス3世の即位は、このテマ・オプシキオンの傀儡の皇帝が他のテマ、特にそれぞれテマ・アナトリコンとテマ・アルメニアコンのストラテゴス（長官）であったレオン（後のレオン3世）とアルタバスドスの反発を引き起こしたため、文献ではテオドシオス3世は意欲に欠け、無能な皇帝として伝えられている。

740年の時点におけるビザンツ帝国のアナトリアとトラキアの地図。

内戦に近いこのような状況の中、アラブ軍は慎重に準備された進軍を開始した。715年9月、前衛軍を指揮するスライマーン・ブン・ムアドの下でキリキアを越えてアナトリアへ進軍し、途中で戦略上の要衝であるルロンの要塞を占領した。アラブ軍はキリキアの門（キリキアの低地の平野とアナトリア高原を結ぶトロス山脈の峠）の西側の出口に近い不明の場所であるアフィク（Afik）で越冬した。716年の初めにスライマーンの部隊はアナトリア中部へ進入した。ウマル・ブン・フバイラ指揮下のウマイヤ朝の艦隊がキリキア沿岸を航行し、一方でマスラマ・ブン・アブドゥルマリクはシリアの主力軍とともに状況の進展を待っていた。
アラブ人はビザンツ帝国内の不和がアラブ側に有利に働くことを望んだ。この時点でマスラマはすでにレオンとの接触を確立していた。フランスのビザンツ学者のロドルフ・ギランは、レオンはアラブ人を自分の目的のために利用するつもりでいたが、その一方でマスラマに対してはカリフの封臣になることを申し出ていたと論じている。一方、マスラマは敵側の混乱を最大限に生かし、ビザンツ帝国を弱体化させ、コンスタンティノープルの占領という自身の任務の遂行が容易になることを期待してレオンを支援した。
前衛軍のスライマーンの第一の目標は戦略的に重要なテマ・アナトリコンの首府であるアモリオンの要塞であり、アラブ軍は次の冬に基地として使用することを意図していた。アモリオンは内戦の混乱の中で無防備な状態であり、恐らく容易に陥落させることができたと考えられるものの、アラブ人はテオドシオス3世への対抗勢力であるレオンの拠点を支援することを選んだ。アラブ人は住民がレオンを皇帝として認めるのであれば降伏するであろうと考え、要塞に対して降伏の条件を提示した。しかし、要塞は降伏を受け入れたにもかかわらず、動きを見せずにアラブ軍に対して城門を開かなかった。そしてレオンが少数の兵士とともにアラブ軍に近づき、要塞に守備隊として800人を駐屯させるための一連の計略と交渉を実行した。結局アラブ軍は目的を妨害されることになり、物資が不足しつつあったためにアモリオンから撤退した。レオンはピシディアへ逃れ、夏にはアルタバスドスの支援を受けてビザンツの帝位を宣言し、公然とテオドシオス3世に対抗した。

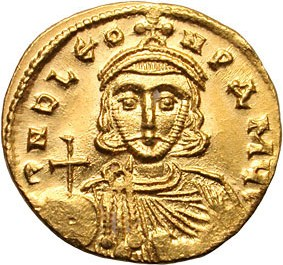
レオン3世のノミスマ金貨。

アラブ軍を退かせることに成功したレオンはタイミング的にも幸運であった。それは、前衛軍が足止めされている間にアラブ軍の主力を擁するマスラマがトロス山脈を越え、アモリオンに向けて直進していたためである。さらに、マスラマはレオンの二心のある取引の知らせを受けていなかったため、マスラマが通過した土地、即ち同盟者の領地であるとマスラマが信じていたテマ・アナトリコンとテマ・アルメニアコンの地を略奪して回らなかった。マスラマは退却してきたスライマーンの軍と合流し、何が起こったのかを知ると目標を変えた。マスラマはアクロイノンを攻撃し、そこから西部の海岸地帯に向かい冬の期間を過ごした。また、その途上のサルディスとペルガモンで略奪に及んだ。一方でアラブ艦隊はキリキアで越冬した。その間にレオンはコンスタンティノープルへの進軍を開始した。そしてニコメディアを占領し、そこでテオドシオス3世の息子や側近たちを捕え、その後にクリュソポリスへ進軍した。717年の春には短い交渉の後にテオドシオス3世の退位と自身が皇帝となることへの承認を確保し、3月25日にコンスタンティノープルへ入城した。テオドシオス3世とその息子は修道士として修道院に引退することが認められ、アルタバスドスはクロパラテス（皇族用の爵位）の地位へ昇り、レオンの娘であるアンナを妻に迎えた。

## 両者の戦力
アラブ人は当初から大きな規模によるコンスタンティノープルへの侵攻の準備を進めていた。8世紀後半にシリア語で書かれた『ズクニーン修道院年代記』では、アラブ人は「数え切れないほど」いたと記録されている。一方、12世紀のシリアの年代記作家であるシリア人ミカエルは、かなり誇張された数字として、200,000人の兵士と5,000隻の船という数字を挙げている。10世紀のアラブの作家であるマスウーディーは、120,000人の軍隊とテオファネスの説明にある1,800隻の船について言及している。数年分の物資が蓄えられ、攻城兵器と焼夷弾（ナフサ）が備蓄された。前線の軍隊への補給部隊だけでも12,000人の兵士、6,000頭のラクダ、そして6,000頭のロバがいたと言われている。さらに、13世紀の歴史家のバル・ヘブライオスによれば、軍隊には聖戦（ジハード）のための30,000人の志願兵（ムタワ）が含まれていた。ビザンツ側の兵力は全く分かっていないものの、ビザンツ帝国の人的資源の枯渇と兵力を維持するための物資の制約の両方を考慮すると、コンスタンティノープルの守備兵は恐らく15,000人を超えていなかったと考えられている。
真の数字がどうであれ、攻撃側の兵力は防御側の兵力よりもかなり上回っていた。ウォーレン・トレッドゴールドによれば、アラブ軍の兵力は、ビザンツ帝国軍全体の兵力を上回っていた可能性がある。アラブ軍の構成の詳細についてはほとんど分かっていないが、大部分はビザンツ帝国と戦った経験のある古参兵とウマイヤ朝政権の中核をなすシャームとジャズィーラ地方出身のアフル・アッ＝シャーム（シリア人）の支配層から成り、これらの人々に統率されていたと考えられている。
戦役に参加したアラブ軍の指揮官のうち、マスラマ以外の指揮官の名前については各史料で異なった説明が見られる。テオファネスの説明では、マスラマの副将は艦隊を率いてキリキアで越冬したウマルとアモリオンにおいてレオンと取引したスライマーンの二人とされているが、後者のスライマーンについては「死亡してウマルに替わった」という記述がみられ、カリフのスライマーンおよびウマルと混同しているのは明らかである。ニケフォロスの説明にも同じ混同が見られ、ビザンツ側の史料では少なくとも三人の「スライマーン」を一人の人物として混同している。アラブ側の史料のうち、タバリーはウマル・ブン・フバイラ（フバイラの息子ウマル）のみをマスラマの副将として言及しており、この人物がアモリオンを包囲したことになっている。『ウユーン』では、このウマル・ブン・フバイラに加えてスライマーン・ブン・ムアーズ・アル＝アンタキーとアブドゥッラー・アル＝バッタールの名前が挙げられている。アガピオスのシリア語の史料では、ウマル・ブン・フバイラが艦隊を率い、スライマーン・ブン・ムアーズ・アル＝アンタキーとバフターリー・ブン・アル＝ハサンが陸側の軍隊を率いたとしている。
包囲戦ではウマイヤ朝の労働力と資源の大部分を消費したものの、包囲戦の期間中にアナトリア東部のビザンツ帝国の国境地帯へ攻撃に乗り出すことが依然として可能であった。717年にカリフのスライマーンの息子であるダーウードがメリテネ（現代のマラティヤ）に近い要塞を占領し、718年にはアムル・ブン・カイスが国境地帯を襲撃した。ビザンツ側の兵力は不明であるが、アナスタシオス2世による準備（廃位後に顧みられなかった可能性がある）を別とすれば、ビザンツ帝国はテオドシオス3世がアラブに対する同盟を盛り込んだ可能性がある条約を締結したブルガリア帝国の援軍を見込むことが可能であった。

## 包囲戦

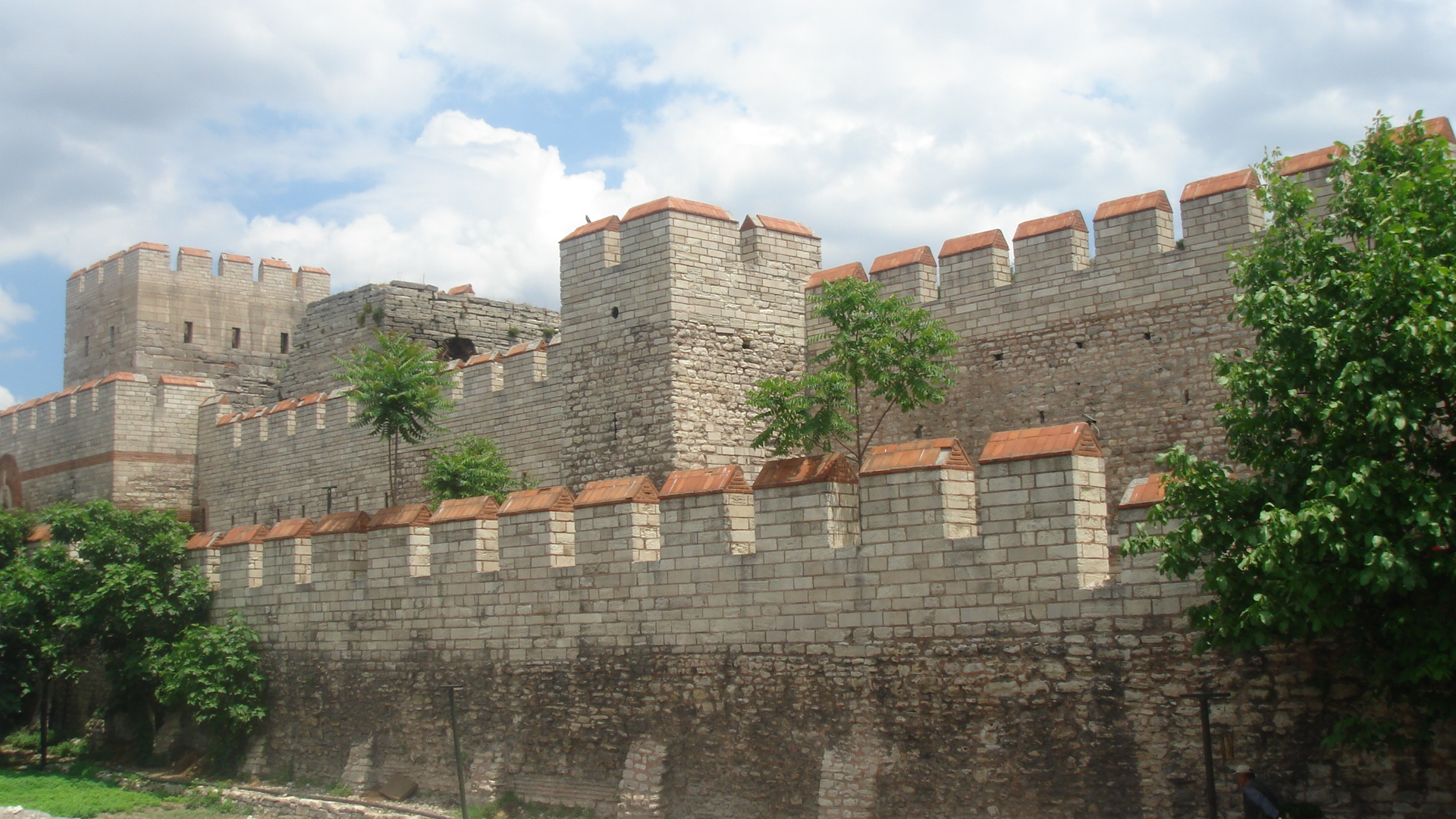
コンスタンティノープルを陸側から守る復元された三重構造のテオドシウスの城壁。

717年の初夏、マスラマはアラブ艦隊に自軍の下へ加わるように命じ、艦隊とともにアビュドスからダーダネルス海峡を渡ってトラキアに上陸した。アラブ軍はコンスタンティノープルへの進軍を開始し、農村地帯を徹底的に荒らし回って物資を集め、遭遇した町から略奪した。アラブ軍は7月中旬もしくは8月中旬にコンスタンティノープルに到着した。そしてコンスタンティノープルを陸側から完全に孤立させるために、一方がトラキアの農村地帯に面し、もう一方がコンスタンティノープルに面した石造りの二重の包囲壁を建設し、両方の包囲壁の間に軍の野営地を設営した。アラブ側の史料によれば、この時レオンはすべての住民の身代金に相当する金貨を支払うことで包囲から解放して欲しいと申し出たが、マスラマは、敗者と和解することはあり得ず、コンスタンティノープルに駐屯させるアラブ軍の部隊がすでに選抜されていると返答した。
スライマーン指揮下のアラブ艦隊（上述の通り中世の文献ではしばしばカリフのスライマーンと混同されている）が9月1日に到着し、最初はヘブドモンの近くに停泊していた。2日後、スライマーンは艦隊をボスポラス海峡へ向かわせ、いくつかの艦船がコンスタンティノープルのヨーロッパ側とアジア側の周辺に停泊を始めた。一部はボスポラス海峡の南側の入口を監視するために、カルケドンの南のエウトロピオスとアンテミオスの港へ向かった。一方、残りの艦隊は海峡内に向けて出航し、コンスタンティノープルを通過してガラタとクレイディオンの間の海岸に上陸を始め、コンスタンティノープルと黒海との間の連絡を遮断した。しかし、2,000人の海兵隊を乗せた20隻の重量船からなるアラブ艦隊の後衛が街を通過している最中に南風が止まり、その後逆風となってコンスタンティノープルの城壁の方向へ流されていった。そこへビザンツ艦隊がギリシアの火を用いた攻撃を加えた。テオファネスは、一部の船は船員もろとも沈み、その他の船も燃えてプリンスィズ諸島のオクセイア島とプラテイア島へ落ち延びたと記録している。勝利はビザンツ側を勇気づけ、アラブ側を落胆させた。テオファネスによれば、アラブ艦隊はもともと夜間に海側の城壁に向かい、船の操舵用の櫂を使って城壁をよじ登る作戦を準備していた。同じ日の夜、レオンはコンスタンティノープルとガラタの間に鎖を引き、金角湾の入口を封鎖した。アラブ艦隊はビザンツ軍との交戦に消極的になり、ボスポラス海峡のヨーロッパ側のさらに遠い北側に位置するソステニオンの安全な港へ撤退した。

ビザンツ帝国時代のコンスタンティノープル周辺の地図。

アラブ側の史料では、当初アラブ軍には十分な食糧が蓄えられ、野営地に大量の物資が積まれていたと記録されており、翌年には小麦を運んで種をまき、収穫することさえしていた。しかし、アラブ艦隊がコンスタンティノープルの封鎖に失敗したことはビザンツ側も食糧を船で運び込めることを意味していた。さらに、アラブ軍は進軍中にすでにトラキア一帯を荒廃させていたため、食糧を集めるに当たって略奪に頼ることはできなかった。アラブ艦隊とコンスタンティノープルのアジア側に展開していた第二のアラブ軍がマスラマの部隊に限られた物資を持ち込むことができた。
包囲が冬に近づくと両者の間で交渉が始まった。しかし、ビザンツの歴史家はこの時の交渉の存在について触れておらず、アラブ側の文献によって広く内容が伝えられている。これらのアラブの史料によれば、レオンはアラブ人を相手に裏表のある行動を続けていた。ある説明ではレオンがマスラマを計略にかけ、供給される穀物のほとんどがビザンツ側に流れたとし、別の説明では、コンスタンティノープルの住民は大量に積まれた物資を見てアラブ軍がすぐに戦う意思を持っていないと考えているため、数日以内に攻撃が差し迫っていることをコンスタンティノープルの住民に悟らせ、降伏へ誘導するために少量を残して食糧を完全に燃やすようにマスラマをそそのかしたとしている。年が明けた718年の冬は、雪が3か月以上地面を覆う異常に厳しい天候が続いた。その結果、多数の馬とラクダ、そして家畜が飢えと寒さで死亡した。そしてアラブ軍の野営地の物資が底をつくと恐ろしい飢餓が発生した。兵士たちはこれらの死んだ動物や木の根、葉、樹皮を食べた。さらには自分たちが植えた植物の新芽を食べるために野原の雪を一掃し、伝えられるところによれば、死人の肉や自分の排泄物までも食べた。そのため、アラブ軍の間で疫病が蔓延した。大きく誇張された数字ではあるものの、ランゴバルド人の歴史家のパウルス・ディアコヌスは、飢餓と病気で死亡した人の数を300,000人と記録している。

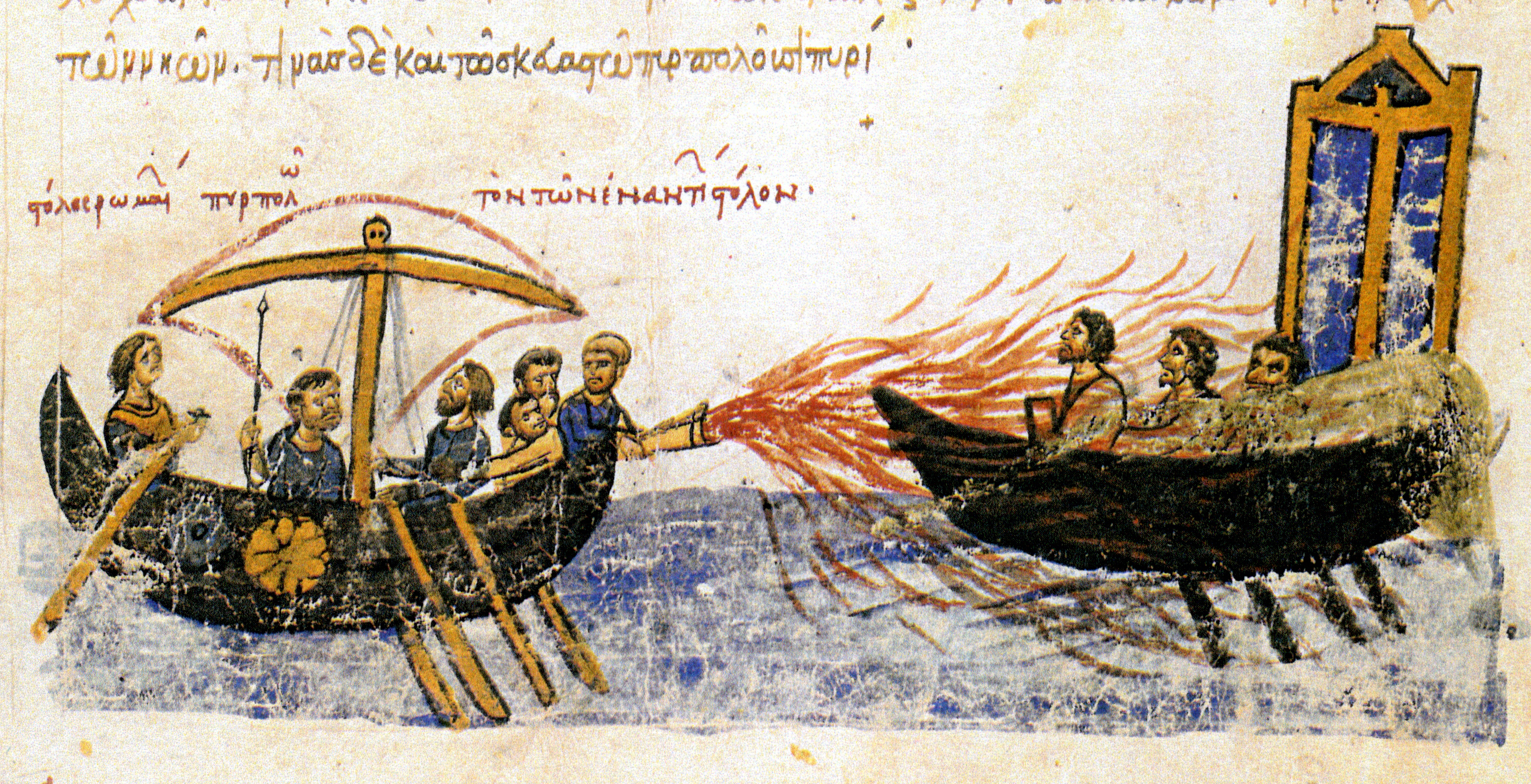
ギリシアの火の使用の様子を描写した、マドリード・スキュリツェスの細密画。

ウマイヤ朝の新しいカリフであるウマル2世（在位：717年 - 720年）が春に二個の艦隊を包囲軍の支援のために送ったことでアラブ軍の状況は改善するかにみえた。スフヤーンという名の指揮官の下でエジプトから400隻、イジドという名の指揮官の下でアフリカから360隻の船が物資と武器を運び込んだ。同じ頃、アラブ軍の新しい部隊が包囲を支援するためにアナトリアを横断する進軍を開始していた。新しい艦隊がマルマラ海に到着したとき、これらの艦隊はコンスタンティノープルからの距離を保ち、アジア側の海岸に位置する現代のトゥズラに近いニコメディア湾にエジプトの艦隊、カルケドンの南（サテュロス、ブリャス、およびカルタリメン）にアフリカの艦隊が停泊した。これらのアラブ艦隊の乗組員のほとんどはキリスト教徒のエジプト人で構成されていたが、彼らは到着するや否やビザンツ側へ逃亡を始めた。エジプト人からアラブ軍の増援部隊の到来と配置について情報を得たレオンは、新しいアラブの艦隊に対して攻撃のために自軍の艦隊を差し向けた。乗組員の離反に遭い、ギリシアの火に対して無力であったことから、アラブ軍の船舶は逃亡した乗組員たちが運んでいた物資や武器とともに破壊されるか捕獲された。この勝利によってコンスタンティノープルは海上からの攻撃に対する安全を確保した。また、陸上でもビザンツ軍は勝利を収めた。ビザンツの部隊はマルダサンという名の指揮官の下で前進してきたアラブ軍の増援部隊を待ち伏せし、ニコメディアの南のソフォン周辺の丘で撃破した。
コンスタンティノープルは容易に海側から補給することができ、アラブの艦隊が再び出航することはなかったため、街の漁師は仕事へと戻った。アラブ軍は依然として飢えと疫病に苦しみ、ブルガリア軍との大規模な戦闘にも敗れ、テオファネスによれば22,000人が戦死した。包囲戦に対するブルガリア軍の関与は史料によって細部の説明が異なっている。テオファネスとタバリーは、（おそらくビザンツ帝国との条約のために）ブルガリア軍がアラブ軍の野営地を攻撃したとしており、シリア語による『864年の年代記』は、アラブ軍が食糧を求めてブルガリアの領土へ入り込んだために戦闘になったとしている。一方、シリア人ミカエルは、ブルガリア軍は包囲の開始当初から関与しており、トラキアを通過してコンスタンティノープルに向かい、その後アラブ軍の野営地に攻撃を加えたと記している。いずれにせよ包囲作戦は明らかに失敗し、カリフのウマル2世はマスラマに対して撤退の命令を下した。12か月か13か月に及んだ包囲の末、718年8月15日にアラブ軍は撤退を始めた。この日付は生神女就寝祭の祝祭日であり、ビザンツ人はこの勝利を聖母マリアに帰した。アラブ軍は撤退時に妨害を受けることはなかったものの、マルマラ海の嵐で多くの船を失い、その他の船もサントリーニ島の火山から火山灰を被ったことで火災を起こし、生存者の一部はビザンツ側の捕虜となった。このため、テオファネスはわずかに5隻の船だけがシリアに帰還したと記している。アラブの複数の史料では、この軍事作戦の期間中に合計で150,000人のイスラーム教徒が死亡したと主張している。歴史家のジョン・ハルドンは、この数字は「確かに誇張されているものの、それでもなお中世の視点におけるこの大惨事の影響力の大きさを示している。」と指摘している。

## 包囲戦後の経過

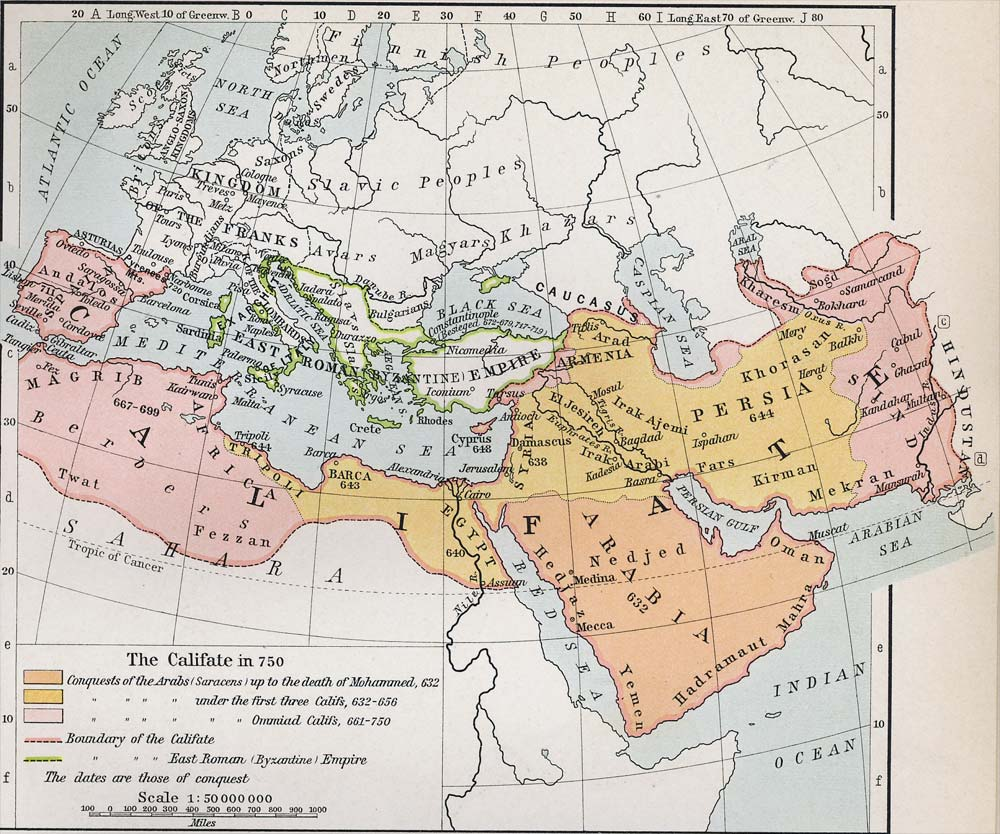
750年までのイスラーム帝国の拡大の様子
ムハンマド死去の時点のイスラーム国家の勢力
正統カリフによる拡大範囲
ウマイヤ朝による拡大範囲
ビザンツ帝国

この遠征の失敗はウマイヤ朝の弱体化へとつながった。歴史家のバーナード・ルイスが述べているように、「この失敗はウマイヤ朝政権に重大な節目をもたらした。装備と遠征の維持にかかる財政的な負担は、すでに危険な反発の芽となっていた逼迫した財政のさらなる悪化を招いた。コンスタンティノープルの海の城壁において被ったシリアの艦隊とその部隊への損害は、政権にとって最も重要な物質的基盤を奪うことになった。」。ウマイヤ朝の支配力への打撃は深刻なものであった。陸の部隊は海の艦隊に及ぶ程の損失は被っていなかったものの、征服したばかりのヒスパニアとトランスオクシアナからの軍の引き上げに加え、アラブ軍が過去数年の間に占領したキリキアと他のビザンツの領土からの完全な撤退についてウマル2世が真剣に検討したことが記録されている。ウマル2世の顧問たちはそのような極端な行動を思い止まらせたが、ほとんどのアラブの守備隊は包囲戦に至るまでに占領していたビザンツ帝国の辺境地帯から撤退した。キリキアではアンティオキアを守るための防衛拠点としてモプスエスティアだけがアラブ側の支配地として残った。
ビザンツ帝国は一時的にアルメニア西部の領土の回復にも成功した。719年にはビザンツ艦隊がシリア沿岸を襲撃し、ラタキアの港を焼き払った。そして720年もしくは721年にエジプトのティンニースを攻撃し、都市を略奪した。また、レオン3世は、アラブ軍によるコンスタンティノープル包囲の報を受け、都市の陥落を予想した現地の総督によりバシレイオス・オノマグロスが皇帝として擁立されていたシチリア島の支配を回復した。しかし、一方ではこの時期にビザンツ帝国のサルデーニャ島とコルシカ島に対する実効支配が失われた。2年間の中断の後、720年にアラブ軍はビザンツ帝国に対する襲撃を再開したが、今やアラブ側の目標は征服には向けられておらず、収奪が目的となっていた。アラブ軍による攻撃は次の20年の間に再び激しさを増し、攻勢は740年のアクロイノンの戦いでビザンツ軍が大勝を収めるまで続いた。過剰に拡大したイスラーム帝国の他の戦線における軍事的な敗北と、アッバース革命で頂点に達した内部の混乱（第三次内乱）によって、アラブ拡大の時代は終焉を迎えることになった。

## 歴史的影響と評価
アラブ軍による二度目のコンスタンティノープルの包囲戦は、674年から678年にかけての緩やかな包囲戦とは異なり、ビザンツ帝国の首都に対して直接的で十分に計画された攻撃を開始し、陸と海から都市を完全に封鎖しようとしていたため、最初の包囲戦よりもビザンツ帝国にとってはるかに危険なものであった。ビザンツ学者のラルフ＝ヨハンネス・リーリエは、この包囲戦はビザンツ帝国の「頭を切り落とす」ためのイスラーム帝国による最後の努力を示しており、攻略が成功した場合には残りの地域、特にアナトリアは容易に占領されていたであろうと述べている。アラブ軍の失敗の原因は、主に本拠地のシリアから非常に離れた場所での作戦行動による兵站の問題にあったが、ギリシアの火の使用によるビザンツ海軍の優位性、コンスタンティノープルの要塞の防御力、そしてレオン3世の策略と交渉力も重要な役割を果たした。

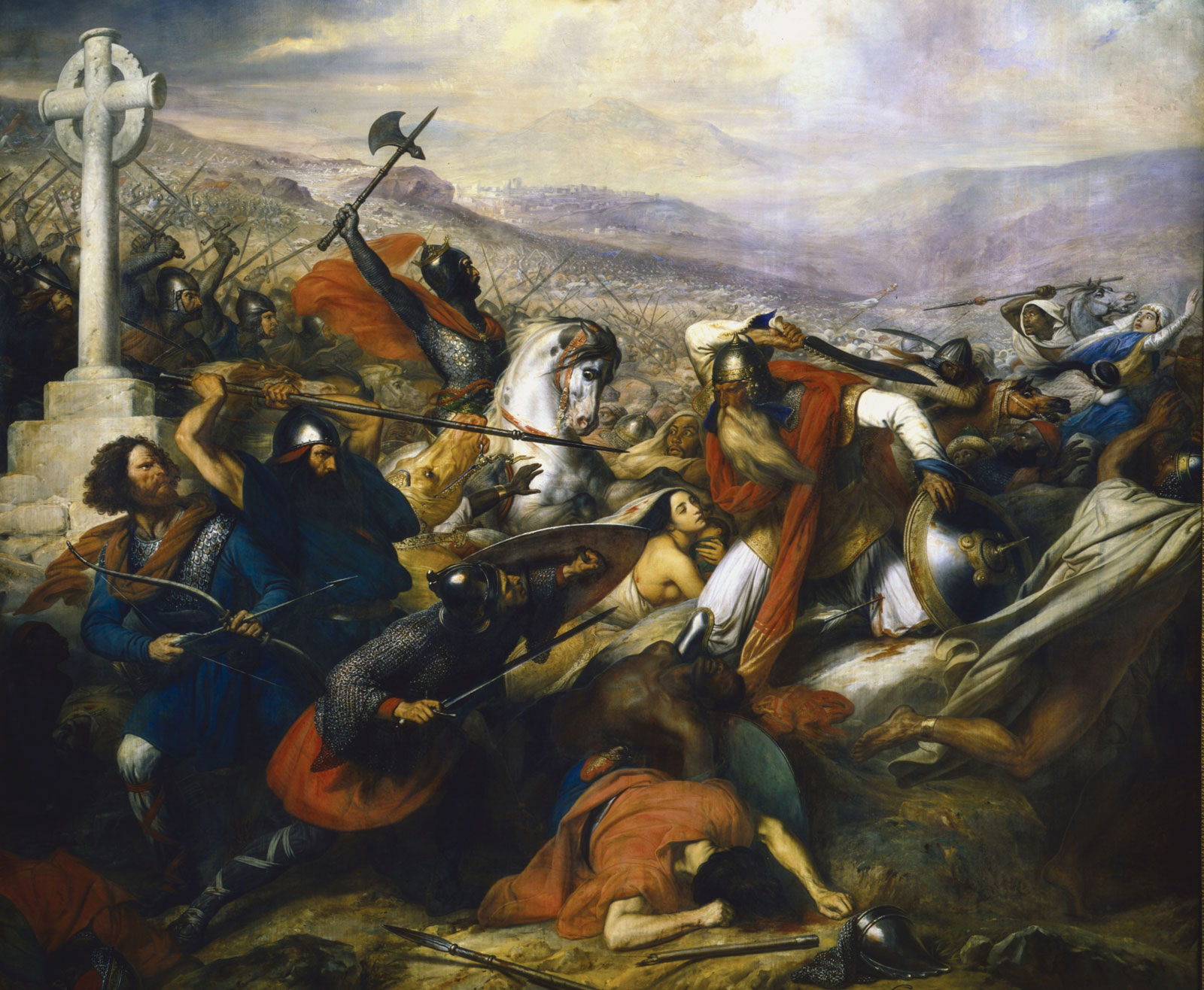
732年のトゥール・ポワティエ間の戦い（シャルル・ド・スチューベン画）。717年から718年にかけてのコンスタンティノープルの包囲戦とともにヨーロッパにおけるイスラーム勢力の拡大を止める役割を果たした。

アラブ軍による包囲の失敗は、ビザンツ帝国とイスラーム帝国の間の戦争の本質に大規模な変化をもたらした。コンスタンティノープルの征服というイスラーム教徒の目標は事実上放棄されることになり、二つの帝国の境界はトロス山脈とアンティトロス山脈に沿った線で固定化され、両国は定期的な襲撃と反撃を境界線を超えて繰り返した。この絶え間ない国境紛争によって国境の町と要塞は頻繁に支配者が入れ替わったものの、10世紀にビザンツ帝国によってアラブ側の国境地域が征服されるまで、国境の基本的な枠組みは2世紀以上も変化することがなかった。海上ではイスラーム帝国の東部艦隊の活動が1世紀にわたり低下し、西方のイフリーキヤの艦隊のみがビザンツ領のシチリア島への定期的な襲撃を継続した。しかし、それも752年以降は急速に沈静化した。そして782年にハールーン・アッ＝ラシードの下でクリュソポリスまでアッバース朝軍が進軍したことを除き、ビザンツ帝国の首都の前にアラブの軍隊が現れることは二度となかった。その結果としてイスラーム教徒の側では最終的に襲撃自体がほとんど儀式的な性格を帯びるようになり、大部分はジハードの継続的な示威行動として位置づけられ、イスラーム共同体の指導者の役割の象徴としてカリフによって支援された。
包囲戦の結果は歴史的に広範囲にわたって影響を及ぼした非常に重要なものであった。歴史家のエッケハルト・エイコフは、地中海がアラブの海となり、西ヨーロッパのゲルマン人の後継国家が地中海の文化的ルーツから切り離されることになるため、「中世の終わりにオスマン帝国によって起こったように、勝利を収めたカリフが中世の初めの時点ですでにコンスタンティノープルをイスラーム世界の政治的な首都にしていたならば、ヨーロッパのキリスト教世界への影響は計り知れないものであっただろう。」と記している。軍事史家のポール・K・デイビスは、この包囲戦の重要性を次のように要約している。「イスラーム教徒の侵入を阻止したことでヨーロッパはキリスト教徒の手に留まり、ヨーロッパへの深刻なイスラーム勢力による脅威は15世紀まで存在しなかった。この勝利はトゥール・ポワティエ間の戦いにおけるフランク王国の勝利と同時期に起き、イスラーム勢力の西方への拡大を南部地中海世界に限定した。」。これらの理由から、歴史家のジョン・バグネル・ベリーは、718年を「エキュメニカルな年」と呼んだ。一方、ギリシアの歴史家のスピリドン・ランブロスは、この包囲戦をマラトンの戦いに、レオン3世をミルティアデスになぞらえている。これらの評価によって、軍事史家はしばしばこの包囲戦を、世界史の「天下分け目の戦い」の一覧に含めている。

## 文化的影響
アラブ人の間において、ビザンツ帝国に対する遠征軍に関する伝承の中ではこの717年から718年にかけての包囲戦が最も有名なものとなった。いくつかの物語が現存しているものの、ほとんどは後世に創作されたものであり、半ば架空であるとともに史実とは矛盾している。伝説では敗北は勝利に変えられている — マスラマは自身の馬とともに30名の騎兵を伴ってビザンツ帝国の首都に象徴的な入城を果たし、そこでレオンはマスラマを敬意とともに迎え入れ、ハギア・ソフィアへと案内した。レオンはマスラマを讃え、貢納を約束した。その後マスラマとその部隊 — コンスタンティノープルに向けて出発した当初の80,000人のうち30,000人 — がシリアに向けて出発した。包囲戦の物語は、アラビアの叙事詩文学における同様のエピソードに影響を与えた。コンスタンティノープルの包囲は『千夜一夜物語』のオマル・ビン・アル＝ヌゥマーンとその息子の物語の中に見られるが、一方でマスラマとカリフのスライマーン・ブン・アブドゥルマリクの両者は、マグリブの『百一夜物語』の中で登場する。マスラマの護衛官のアブドゥッラー・アル＝バッタールは、アラブとトルコの詩において「サイイド・バッタール・ガーズィー」の名で知られ、続く数十年間のアラブの軍事行動における功績によって著名な人物となった。同様に、バッタール周辺の一連の出来事と内容が関連している10世紀の叙事詩の『デルヘンマ物語』では、717年から718年の包囲戦を脚色した物語が語られている。

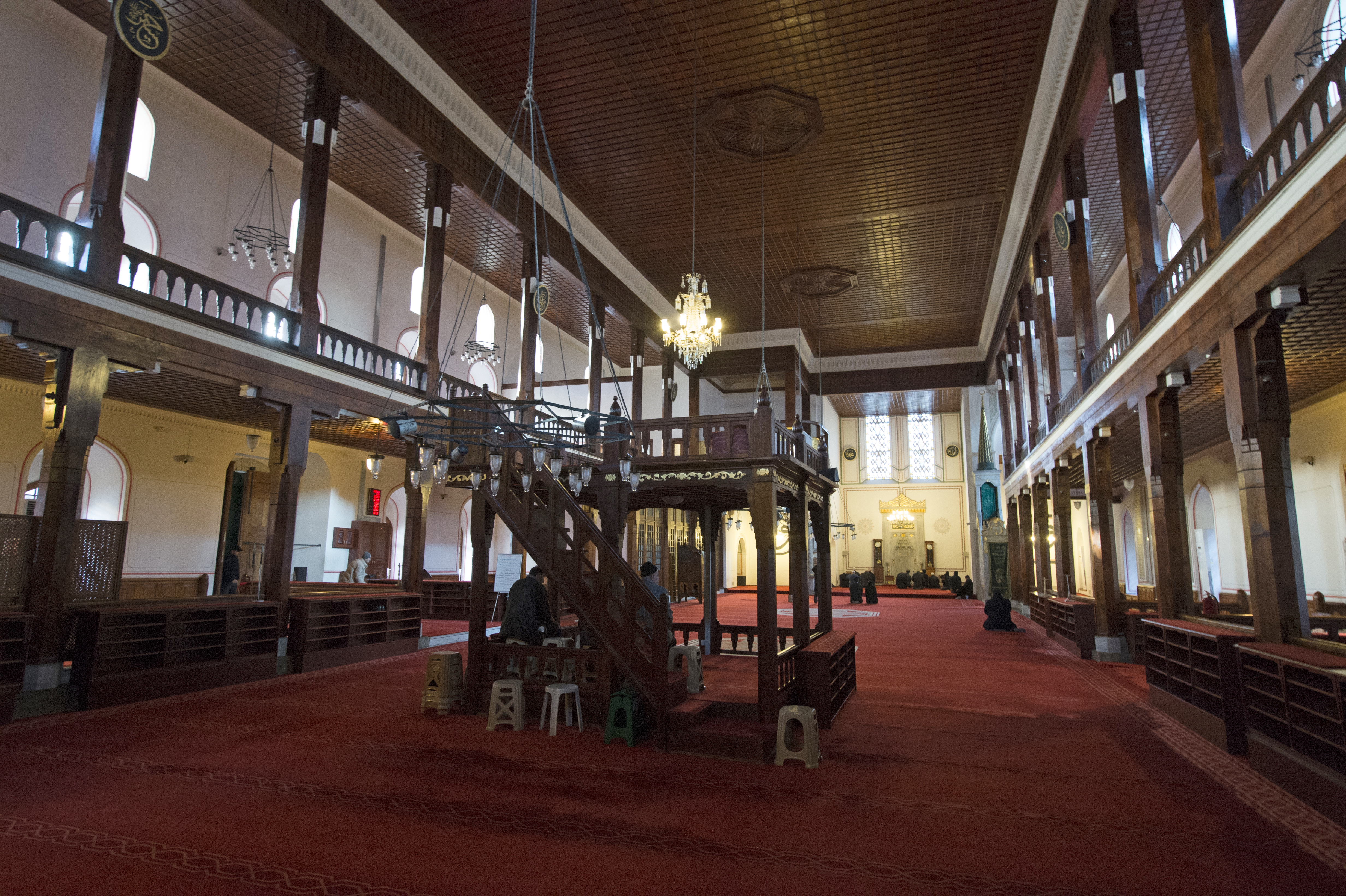
アラプ・モスク

また、後世のイスラーム教徒とビザンツの伝説では、市内のプラエトリウムの近くに建てられたコンスタンティノープルの最初のモスクの建設をマスラマに帰している。しかし実際にはアラブの使節団の派遣を受けて、おそらく860年頃に建てられたと考えられている。オスマン帝国の伝説においても、アラプ・モスク（コンスタンティノープルの外のガラタに位置している）の建築をマスラマに帰しているが、これはおそらく670年代のアラブ人による最初の包囲戦と混同され、誤って686年頃の建設とされている。アラブ軍の通過はアビュドスにも痕跡を残し、マスラマを由縁とした「マスラマの井戸」とモスクが10世紀においてもまだ知られていた。
コンスタンティノープルを前にしてアラブ軍が失敗を繰り返したこと、そしてビザンツの国家が繰り返し回復する姿を受けて、最終的にイスラーム教徒は遠い未来におけるコンスタンティノープルの陥落を予測するようになった。これは、この都市の陥落がイスラームの終末論における終末の到来の兆候の一つと考えられるようになったことを示している。さらにこの包囲戦はビザンツにおける黙示文学のモチーフにもなり、8世紀初頭にギリシア語へ翻訳されたシリア語の『メトディウスの予言書』に挿入された話と、包囲戦の頃か、包囲戦の1世紀後のどちらかの時期に書かれた『ギリシア語ダニエル黙示録』において、コンスタンティノープルの城壁を前にしたアラブ軍に対する最後の決戦の様子が記されている。